# Linopneustes spectabilis
Linopneustes spectabilis is een zee-egel uit de familie Eurypatagidae.
De wetenschappelijke naam van de soort werd in 1902 gepubliceerd door Johannes Cornelis Hendrik de Meijere.